# Luis Cicarelli
Luis Cicarelli fue un actor argentino de reparto.

## Carrera
Integrante de una familia de artistas su padre fue el autor Carlos Cicarelli y sus hermanos fueron José Cicarelli, popular cantor y actor, Gregorio Cicarelli gran actor de comedia de la escena nacional argentina y Carmelo Cicarelli, otro actor secundario.
En cine participó en las  comedias Ya tiene comisario el pueblo (1936), dirigida por Eduardo Morera y Claudio Martínez Paiva, con Paquito Busto, Agustín Irusta, Aída Sportelli y Leonor Rinaldi; Cinco locos en la pista en 1950, con dirección de Augusto César Vatteone, y protagonizada por Los Cinco Grandes del Buen Humor y Nelly Darén .
En teatro casi siempre acompañó a su hermano Gregorio como en la compañía que formó este último junto a Leonor Rinaldi, Tito Lusiardo y Juan Dardés con la Compañía Argentina de Espectáculos Cómicos, estrenada en el Teatro Apolo.

## Filmografía
- 1950: Cinco locos en la pista.
- 1936: Ya tiene comisario el pueblo.

## Teatro
- 1948: Entre goles y milongas
- 1948: Entre taitas anda el juego.
- 1948: ¡No se achique Don Enrique!.
- 1947: El tango...hay que saberlo bailar
- 1947: En el tiempo que había guapos (Romance del 900).
- 1941: Un marqués de contrabando
- 1939: La hermana Josefina
- 1937: Vila- Parranda.
- 1937: Cabaret, estrenada en el Teatro Maipo.[3]